# Toucanet de Whitely
Aulacorhynchus whitelianus
Espèce
Synonymes
- Aulacorhamphus whitelianus
Salvin & Godman, 1882 (protonyme)

Statut de conservation UICN

 LC  : Préoccupation mineure
Le Toucanet de Whitely (Aulacorhynchus whitelianus) est une espèce d'oiseaux de la famille des Ramphastidae.
Son nom est attribué à l'ornithologue britannique Henry Whitely (en) (1844–1892).

## Description
Cet oiseau a un plumage essentiellement vert.

## Répartition
Son aire s'étend à travers le sud du Venezuela et le plateau des Guyanes.